# 卡富埃縣

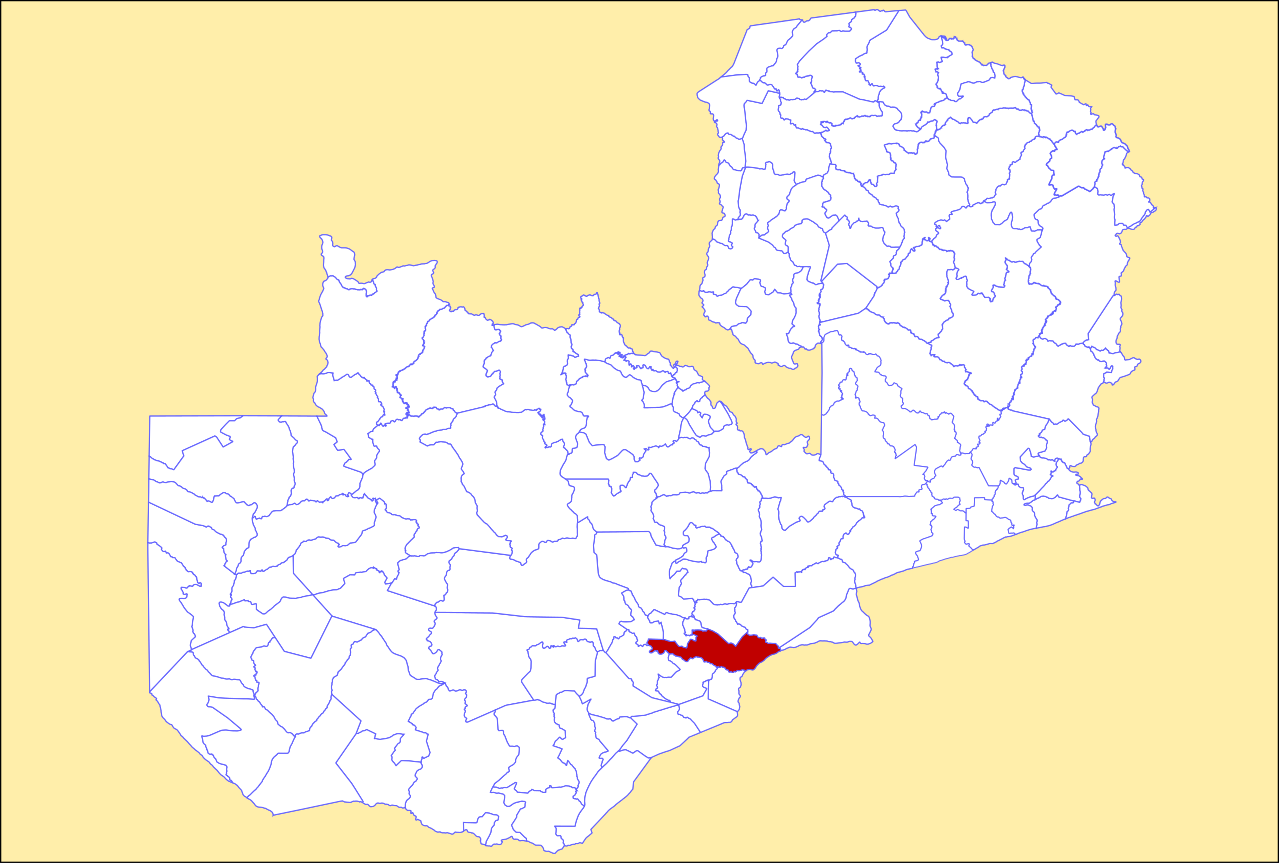

15°41′S 28°34′E / 15.683°S 28.567°E
卡富埃縣（英語：Kafue District），是贊比亞的縣份，位於該國中南部，由盧薩卡省負責管轄，首府設於卡富埃，面積9,396平方公里，2010年人口227,466，人口密度每平方公里24.2人。